# Агурский тоннель
Агу́рский тонне́ль — автодорожный тоннель на Дублёре Курортного проспекта в Центральной части Сочи (Краснодарский край, Россия), в Хостинском районе города. 
Расположен в горном массиве водораздела рек Мацеста и Агура. Состоит из одного ствола с организацией одностороннего движения, встречное движение организовано через Мацестинский тоннель. Длина — 1470 м. 
Проходка тоннеля совершалась двумя забоями: с южного и северного порталов. Сбойка тоннеля состоялась 25 августа 2011. Рабочее движение по первой очереди Дублёра Курортного проспекта и тоннелю как её составной части открыто 27 января 2013.
Параллельно ему расположен Мацестинский тоннель.